# Донское (Липецкая область)
Донско́е — село в Задонском районе Липецкой области России. Центр сельского поселения Донской сельсовет.

## География
Расположено в центре Липецкой области, на левом берегу реки Дон при впадении в неё ручья Студенец, в 5 км к северу от Елецкого шоссе. Несмотря на то, что берег в районе села достаточно высокий, в отдельные годы весной вода подступает к прибрежным домам.
Ближайший к Липецку и Ельцу населённый пункт, расположенный на Дону.

## История
Возникло в конце XVI века как владение бояр Романовых под названием Студене́ц. Название — по притоку Дона ручью Студенец.
Вероятно, одним из первых владельцев был основатель династии Романовых — Никита Романович Захарьин-Юрьев (1522—1585/6).
Из книги Д. В. Цветаева «Избрание Михаила Фёдоровича Романова на царство»:

Въ Калужскомъ краѣ лежали владѣнія Никиты Романовича: Карамышово, Спасское; въ Рязанскихъ предѣлах — весь городокъ Скопинъ, къ западу отъ него — Кремлево, къ востоку отъ того же города — Вослеба; затѣмъ къ югу отъ Данкова — Романово, Мокрое, у Ельца — Чёрное, между Ельцом и Липецком — Студенецъ, къ югу отъ Липецка — Сырское и далѣе — Троицкое 1).

1) О южныхъ владѣніяхъ Никиты Романовича см. между прочимъ (относящіяся къ позднему времени) Подлинныя писцовыя книги 229, 230 и 396, а также упоминаемое ниже дѣло, составляющее Приказнаго стола столбецъ № 30.

В книге В. И. Холмогорова «Материалы для истории церквей Курской, Харьковской, Орловской, Черниговской и Воронежской губерний, городов и станиц Донской области» есть документ о том, что «196-года (1688 г.) мая 13-го по Указу … выдано из казны и послано со иеромонахом Филаретом в Елецкий уезд, Патриаршие домовые вотчины села Студенец в новостроенную церковь Богоявления Господня книг в печатном переплёте …». То есть вплоть до конца XVII века село называлось Студенец.
В конце XVII века в Студенце построили церковь:

1690.

Богоявленская церковь въ с. Нижнемъ Студенцѣ, или Патріаршемъ, Задон. уѣзда, когда первоначально построена, неизвѣстно. Наименованіе села Патріаршимъ показываетъ, что оно принадлежало къ владѣніямъ Моск. Патріарха (а Патріаршество упразднено въ 1700 г.). Слѣд. церковь въ этомъ селѣ должна относиться къ послѣдней четверти XVII в. Вѣроятнѣе всего, что это село было подарено царемъ Михаиломъ Ѳеодоровичемъ отцу своему Патріарху Филарету, который въ правленіе Б.Ѳ. Годунова скрывался въ Троиц. Лебед. монастырѣ. Мѣстность окого г. Лебедяни и къ Задонску, гдѣ с. Патріаршее, составляла родовое имѣніе бояръ Романовыхъ (отсюда: Романовъ городъ, ныне упраздненный въ Липецкомъ уѣздѣ, Романцев. лѣсъ и т. п.). Так. обр. основаніе храма въ с. Партіаршемъ можно относить къ концу XVII в. Во время открытія Ворон. епархіи (1682) въ с. Патріаршем была церковь, (см. 1800 г.).

В конце XVIII века село уже называлось Нижний Студенец (см. Верхний Студенец).
Территория села была межёвана в 1779 году. Сохранились записи в планах межевания Задонского уезда Воронежской губернии: Студенец нижний, Патриаршее тож, село казённых крестьян, 710 душ мужского пола, удобной земли 7259 десятин 740 саженей, неудобной земли 298 десятин 1199 саженей. Таким образом площадь села составляла 82,46 км².
Параллельно с названием Студенец/Нижний Студенец село также называлось Патриа́ршее (невдалеке на железнодорожной линии Елец — Липецк имеется станция Патриаршая).
Это связано с тем, что селом владел Фёдор Никитич Романов — Патриарх Филарет — сын Никиты Романовича.
Из энциклопедического словаря Брокгауза и Ефрона (1898 год):

Патріаршее (Нижній Студенецъ тожъ) — село Задонскаго у., Воронежской губ., на левом берегу р. Дона. Дворовъ 757, жителей до 5000; земская больница.

В книге Россия. Полное географическое описание нашего отечества (1902 год) дано следующее описание села:

Отъ станціи Патріаршей идетъ к ю. почтовая дорога, въ 36 вер. длиной, ведущая въ городъ Задонскъ. На 4-й верстѣ этого пути, на лѣвом берегу Дона находится обширное село Патріаршее (Нижній Студенецъ), бывшее одной из вотчинъ патріарха Филарета ещё въ то время, когда онъ былъ бояриномъ Ѳедором Никитичемъ Романовымъ. Нынѣ село это имѣет 6 тыс. ж., волостное правленіе, школу, больницу, лавки и кирпичные заводы. Кромѣ земледѣлія жители села занимаются ещё выдѣлкой пшена, которымъ ведутъ значительную торговлю.

В 1923 году Нижестуденецкая волость Задонского уезда присоединена к Липецкому уезду Тамбовской губернии.

В 1928 году была образована Центрально-Чернозёмная область. В её составе, в Елецком округе был образован Студенецкий район. Так село стало районным центром.

В 1930 году Студенецкий район был упразднён, а его территория отошла к Липецкому району.

В 1934 году Центрально-Чернозёмная область была разделена на Воронежскую и Курскую. Липецкий район вошёл в Воронежскую область.

31 декабря 1934 село Нижний Студенец было переименовано в Водопьяново (в честь Героя Советского Союза М. В. Водопьянова) и вновь стало районным центром — был воссоздан Водопьяновский район.

В 1954 году была образована Липецкая область, в которую вошёл Водопьяновский район.

В 1957 году Водопьяново было переименовано в Донское (район — в Донской).

В 1963 году Донской район был упразднён, территория разделена между двумя районами, Донское отошло к Задонскому району.

## Население
| 1779  | 1859  | 1897  | 1902  | 1939  | 1959  | 2002  |
| ----- | ----- | ----- | ----- | ----- | ----- | ----- |
| 710   | ↗3553 | ↗5004 | ↗6000 | ↘4041 | ↘3828 | ↗3894 |
| 2010  | 2021  |       |       |       |       |       |
| ↘3807 | ↗3953 |       |       |       |       |       |

## Инфраструктура
Действует среднеобразовательная школа

## Транспорт
Автобус 120 от автовокзала Липецк, 4 рейса в день
В черте села находится железнодорожная платформа 230 км, на которой останавливается пригородный поезд «Елец — Липецк — Грязи-Воронежские», 2 рейса в день в каждую сторону
Расстояния до ближайших городов по автодорогам: Липецк (восток) — 40 км, Елец (запад) — 33 км, Задонск (юг) — 26 км, Лебедянь (север) — 62 км.
Ближайший аэропорт: Липецк.

## Известные уроженцы
- Горбунов, Андрей Михайлович — полковник Советской Армии, участник Великой Отечественной войны, Герой Советского Союза (1943)
- Горбунов, Николай Иванович — капитан Советской Армии, участник Великой Отечественной войны, Герой Советского Союза (1944)
- Пичугин, Фёдор Филиппович — советский военачальник времен Второй мировой войны, генерал-майор (1943).